# Final da Copa Intercontinental da FIFA de 2024
A final da Copa Intercontinental da FIFA de 2024 foi a partida final da Copa Intercontinental da FIFA de 2024, um torneio internacional de futebol de clubes organizado pela Federação Internacional de Futebol (FIFA). É a primeira final da competição por este novo formato, em que o campeão europeu é finalista prévio e as cinco demais confederações continentais disputam para ser seu desafiante. De acordo com a FIFA, "o Catar já sediou com sucesso a final anual de clubes duas vezes, em 2019 e 2020".
A partida aconteceu no Estádio Nacional de Lusail, em Lusail, no Catar, em 18 de dezembro de 2024, entre o Real Madrid, vencedor da Liga dos Campeões da UEFA de 2023–24, e o Pachuca, vencedor do playoff da final, a Copa Challenger de 2024.

## Caminho até a final
Como vencedor da Liga dos Campeões da UEFA de 2023–24, o Real Madrid se classificou diretamente para a final do torneio. O Pachuca se classificou após vencer o Botafogo, por 3–0, pelo Dérbi das Américas, em 11 de dezembro, e o Al-Ahly (vencedor da Copa África-Ásia-Pacífico), pela Copa Challenger, em 14 de dezembro, em disputa por pênaltis, por 6–5, após 0–0 no tempo normal e prorrogação.
Na final da UCL 2024, o Real venceu o Borussia Dortmund por 2–0. Na final da Copa dos Campeões da CONCACAF de 2024, o Pachuca derrotou o Columbus Crew por 3–0.

## Transmissão
A transmissão ficou a cargo dos canais Globo (TV aberta), SporTV (TV fechada), FIFA+ (streaming) e CazéTV (streaming).

## Partida
| 18 de dezembro | Real Madrid                                           | 3 – 0                      | Pachuca | Estádio Nacional de Lusail, Lusail            |
| 21:00 (UTC+3)  | Mbappé 37' · Rodrygo 53' · Vinícius Júnior 84' (pen.) | Relatório (FIFA) Soccerway |         | Público: 67 249 Árbitro: VEN Jesús Valenzuela |

|  | Real Madrid |  | Pachuca |  |

|                 |    |                     |  |     |
| G               | 1  | Thibaut Courtois    |  |     |
| LD              | 17 | Lucas Vázquez       |  | 88' |
| Z               | 14 | Aurélien Tchouaméni |  |     |
| Z               | 22 | Antonio Rüdiger     |  |     |
| LE              | 20 | Fran García         |  |     |
| V               | 8  | Federico Valverde   |  |     |
| V               | 6  | Eduardo Camavinga   |  | 61' |
| M               | 11 | Rodrygo             |  | 70' |
| M               | 5  | Jude Bellingham     |  | 88' |
| M               | 7  | Vinícius Júnior     |  |     |
| A               | 9  | Kylian Mbappé       |  | 61' |
| Substitutos:    |    |                     |  |     |
| G               | 13 | Andriy Lunin        |  |     |
| G               | 26 | Fran González       |  |     |
| Z               | 18 | Jesús Vallejo       |  |     |
| Z               | 29 | Yusi                |  |     |
| Z               | 35 | Raúl Asencio        |  | 88' |
| Z               | 39 | Lorenzo Aguado      |  |     |
| M               | 10 | Luka Modrić         |  | 70' |
| M               | 15 | Arda Güler          |  | 88' |
| M               | 19 | Dani Ceballos       |  | 61' |
| A               | 16 | Endrick             |  |     |
| A               | 21 | Brahim Díaz         |  | 61' |
| Técnico:        |    |                     |  |     |
| Carlo Ancelotti |    |                     |  |     |

|                  |    |                  |       |     |
| G                | 25 | Carlos Moreno    |       |     |
| LD               | 24 | Luis Rodríguez   |       | 75' |
| Z                | 2  | Sergio Barreto   |       |     |
| Z                | 33 | Andrés Micolta   |       |     |
| LE               | 8  | Bryan González   |       |     |
| V                | 28 | Elías Montiel    |       |     |
| V                | 5  | Pedro Pedraza    | 51'   |     |
| M                | 6  | Nelson Deossa    |       | 88' |
| M                | 26 | Alán Bautista    |       | 75' |
| M                | 11 | Oussama Idrissi  |       | 88' |
| A                | 23 | Salomón Rondón   | 90+3' |     |
| Substitutos:     |    |                  |       |     |
| G                | 12 | David Shrem      |       |     |
| G                | 31 | José Eulogio     |       |     |
| Z                | 3  | Alonso Aceves    |       |     |
| Z                | 22 | Gustavo Cabral   |       |     |
| Z                | 32 | Carlos Sánchez   |       | 75' |
| Z                | 35 | Jorge Berlanga   |       |     |
| M                | 10 | Ángel Mena       |       | 75' |
| M                | 14 | Alfonso González |       |     |
| M                | 30 | Sergio Hernandez |       | 88' |
| M                | 40 | José Saldívar    |       |     |
| A                | 7  | Faber Gil        |       |     |
| A                | 9  | Borja Bastón     |       |     |
| A                | 18 | Alexéi Domínguez |       | 88' |
| A                | 27 | Owen González    |       |     |
| A                | 29 | Sergio Aguayo    |       |     |
| Técnico:         |    |                  |       |     |
| Guillermo Almada |    |                  |       |     |

| Bandeirinhas: VEN Jorge Urrego VEN Tulio Moreno Quarto árbitro: ELS Iván Barton Árbitro assistente de vídeo: VEN Juan Soto | Regulamento - 90 minutos - 30 minutos de prorrogação caso haja empate no tempo normal - Persistindo o empate, o vencedor será decidido nas penalidades máximas - 15 jogadores substitutos - Máximo de cinco substituições, com uma sexta sendo permitida em caso de prorrogação |